# Paloma Moro
Paloma Moro López-Menchero (Madrid, 18 de junio de 1982) es una exgimnasta española, especializada en la disciplina de gimnasia artística, olímpica en Sídney 2000. En dichos Juegos logró el diploma olímpico al ser 4ª por equipos. Posee además varias medallas en campeonatos internacionales y nacionales. Una hermana suya, Sara Moro López-Menchero, también fue componente del equipo nacional de gimnasia artística.

## Biografía deportiva

### Inicios
Comenzó en la gimnasia artística con 5 años, y con 8 años comenzó a entrenar en el Club Calvo y Munar, que entrenaba en el Gimnasio Moscardó de Madrid. Con 11 años ya pasó a la concentración permanente del club, viviendo en un chalet con el resto del equipo. El club cambiaría varias veces de denominación, llamándose posteriormente Club Cecilia Gómez, y poco después Club Básico Décimas.

### Etapa en la selección nacional

#### 1996 - 2000: ciclo olímpico de Sídney 2000
Entró en la selección nacional hacia 1996, con 13 años de edad, entrenando desde entonces primero en el Gimnasio Moscardó y desde 1997 en el Centro de Alto Rendimiento de Madrid. Sus entrenadores en la selección fueron Jesús ''Fillo'' Carballo, Lucía Guisado, Almudena San José y Eva Rueda, teniendo como coreógrafa a Eva Jiménez. Inicialmente contó con la beca de la Federación.
En mayo de 1996, todavía en categoría júnior, participó como gimnasta reserva en el Campeonato Europeo de Birmingham, donde el equipo español júnior fue 5º. En el Campeonato de España Individual en Villanueva y Geltrú, Paloma logró el 4º puesto en la general, el bronce en salto, el 4º puesto en asimétricas, el oro en barra de equilibrio y el bronce en suelo.
Para 1998, ya en categoría sénior, participó en el Campeonato de España Individual en Palma de Mallorca, donde se proclamó campeona de España en salto. En julio de ese mismo año participó en los Juegos Mundiales de la Juventud de Moscú, donde fue bronce por equipos, así como en suelo y salto. El equipo estaba formado por Paloma, Susana García, Jennifer Montávez y Esther Moya. 
En 1999, en la I Copa de España, disputada en Majadahonda, fue 4ª en la general, mientras que en el Campeonato de España de Clubes en Guadarrama, fue oro por equipos junto a su hermana Sara Moro López-Menchero, Patricia Moreno y Beatriz Sánchez-Covisa. En el Campeonato de España en Pozuelo de Alarcón obtuvo el 6º puesto. Una lesión hizo que Paloma no pudiera asistir al Mundial de Tianjin, clasificatorio para los Juegos Olímpicos del año siguiente.
En 2000 compitió en la II Copa de España, celebrada en Alcoy (Alicante), siendo 8ª en la general. Poco después, en el Campeonato de España Individual en Murcia, logró el 5º puesto en la general, y el 7º tanto en salto como en barras asimétricas y barra de equilibrio. En septiembre de 2000 participó en los Juegos Olímpicos de Sídney 2000, donde obtuvo el diploma olímpico al terminar en el 4º puesto en el concurso por equipos, la mejor posición del equipo español de gimnasia artística femenina en su historia. Si bien habían logrado inicialmente el 5º puesto, la descalificación de China en el año 2010 hizo que subieran una plaza. Paloma actuó únicamente en dos de los cuatro aparatos, salto de potro y suelo, alcanzando la 90.ª plaza en la calificación de la general individual. El equipo español estaba integrado en Sídney por Paloma, Laura Martínez, Marta Cusidó, Susana García, Sara Moro y Esther Moya.

### Retirada de la gimnasia
Se retiró en el año 2000, tras participar en los JJ.OO. de Sídney. Paloma Moro López-Menchero es fisioterapeuta, investigadora y docente universitaria española. Se diplomó en Fisioterapia por la Universidad Rey Juan Carlos (URJC) en 2006, donde también realizó una estancia internacional gracias a una beca Erasmus. En 2019 obtuvo el Máster Universitario en Neurocontrol Motor por la misma universidad. En 2023 se doctoró en Ciencias de la Salud, desarrollando su labor investigadora en el marco de una beca FPU (Formación del Profesorado Universitario) en la URJC.
Actualmente, es Profesora Permanente Laboral a tiempo completo en el Departamento de Fisioterapia, Terapia Ocupacional, Medicina Física y Rehabilitación de la Universidad Rey Juan Carlos. Es miembro del Grupo de Investigación de Alto Rendimiento en Humanidades e Investigación Cualitativa en Ciencias de la Salud (Research Group of Humanities and Qualitative Research in Health Science) y colabora con el Grupo de Innovación Docente Consolidado en Mapas Mentales y Evaluación de las Prácticas Clínicas, Asistenciales y Docentes en Fisioterapia, ambos de la URJC. https://servicios.urjc.es/pdi/ver/paloma.moro
Su actividad investigadora se centra en el ámbito de las ciencias de la salud, con especial interés en la investigación cualitativa relacionada con las experiencias y vivencias de los deportistas en diferentes aspectos del deporte. Sus publicaciones científicas pueden consultarse en su perfil de PubMed https://pubmed.ncbi.nlm.nih.gov/?term=paloma+moro+lopez+menchero . Participa activamente en congresos científicos nacionales e internacionales, donde presenta y divulga los resultados de sus investigaciones. Además, imparte formación de posgrado especializada en pilates e hipopresivos, contribuyendo a la actualización y especialización de profesionales en el ámbito de la fisioterapia https://www.linkedin.com/in/paloma-moro-l%C3%B3pez-menchero-77878048/

## Equipamientos
| Período      | Proveedor |
| ------------ | --------- |
| 1996 - 2000  | Arena     |
| 2000 (JJ.OO) | Fumarel   |

## Música de suelo
- 2000: «(I) Can, Can (You?)» de Vanessa Mae, versión del «Galop infernal» de la ópera Orfeo en los infiernos de Jacques Offenbach

## Palmarés deportivo

### A nivel de club
| 1996 - Campeonato de España Individual en Villanueva y Geltrú 4º puesto en concurso general (categoría júnior) Bronce en salto 4º puesto en barras asimétricas Oro en barra de equilibrio Bronce en suelo 1998 - Campeonato de España Individual en Palma de Mallorca Oro en salto 1999 - Copa de España en Majadahonda 4º puesto en concurso general | 1999 (continuación) - Campeonato de España de Clubes en Guadarrama Oro por equipos - Campeonato de España Individual en Pozuelo de Alarcón 6º puesto en concurso general 2000 - Copa de España en Alcoy 8º puesto en concurso general - Campeonato de España Individual en Murcia 5º puesto en concurso general 7º puesto en salto 7º puesto en barras asimétricas 7º puesto en barra de equilibrio |

### Selección española
| 1996 - Campeonato de Europa de Birmingham 5º puesto por equipos* | 1998 - Juegos Mundiales de la Juventud de Moscú Bronce por equipos Bronce en suelo Bronce en salto 2000 - Juegos Olímpicos de Sídney 2000 4º puesto por equipos y diploma olímpico** |

*Como gimnasta reserva

**Tras la descalificación de China